# Мускусна патица
Мускусната патица (Cairina moschata) е вид птица от семейство Патицови (Anatidae). Видът произхожда от Америка, като в България и на Балканите са привнесени през Османско време като домашни животни. По народному са познати по-специално като юрдеци (от турск. ördek 'патка'). Отличават се по набръчканото си лице. Вместо да квакат, обикновено издават съскащи или шипливи звуци.

## Разпространение и местообитание
Разпространен е в Аржентина, Белиз, Боливия, Бразилия, Венецуела, Гватемала, Гвиана, Еквадор, Колумбия, Коста Рика, Мексико, Никарагуа, Панама, Парагвай, Перу, Салвадор, САЩ, Суринам, Уругвай, Френска Гвиана и Хондурас.